# Tratten, Steindorf am Ossiacher See
Tratten je naselje v Občini Steindorf am Ossiacher See v Okraju Trg na Koroškem v Avstriji.